# Video 2000

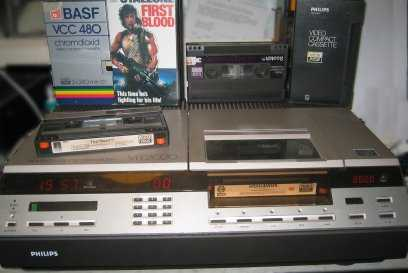
Video-2000-Rekorder Philips VR2020 mit Medien

Video 2000 war ein System für die analoge Aufzeichnung von Farbvideo in PAL – bei einigen Modellen zusätzlich SECAM – auf Magnetband. Es wurde von den Unternehmen Grundig und Philips entwickelt und 1979 als Nachfolger des von beiden Unternehmen 1971 eingeführten VCR-Systems auf den Markt gebracht.

## Geschichte
Das Video-2000-System wurde 1979 auf der Internationalen Funkausstellung Berlin vorgestellt und traf in der Fachwelt auf großes Interesse. Video 2000 war eine Weiterentwicklung des VCR-Systems, benutzte jedoch eine vollkommen neu entwickelte Kassette mit nebeneinander angeordneten Bandspulen.
VCR hatte den Konstrukteuren die Möglichkeit gegeben, zahlreiche Techniken zur Kapazitätssteigerung (Faktor 1:4) zu erproben. Video 2000 stellte mit bis zu 18 Stunden Laufzeit einen Abschluss dieser Arbeit dar. Die Bezeichnung VCR blieb auch bei einigen Video-2000-Rekordern von Philips erhalten. Im Jahr 1985 stellte Grundig die Weiterentwicklung und Produktion von Video-2000-Geräten zugunsten von VHS-Rekordern ein.

### Anfangsprobleme bei Grundig und Philips
Video 2000 war als europäische Antwort auf VHS des japanischen Victor-Konzerns (Markenname JVC) und Sonys Betamax gedacht, konnte sich jedoch auf dem Markt gegen die Konkurrenten nicht behaupten. Obwohl es hinsichtlich der technischen Ausstattung überlegen war, stand dessen Einführung anfangs unter keinem guten Stern: Die ersten Geräte von Grundig und Philips arbeiteten unzuverlässig; zusätzlich wiesen sämtliche Grundig-Recorder (mit dreistelligen Modellbezeichnungen) aufgrund von zu dünnwandigen Kunststoff-Steckverbindern zwischen Laufwerk und Motoranschluss-Platine bereits nach kurzer Zeit eine hohe Ausfallquote auf, was erst bei den späteren, ab Herbst 1983 am Markt befindlichen Modellen (mit vierstelligen Modellnummern) ausgebessert wurde.
Ferner gab es anfänglich gewisse Kompatibilitätsprobleme beim Bandaustausch, angeblich sogar mit der Lippensynchronität, falls Kassetten, die mit Philips-Geräten aufgenommen waren, auf Grundig-Maschinen abgespielt werden sollten. Hintergrund ist hier die jeweils eigenständige Entwicklung und Herstellung der Laufwerke bei Grundig und Philips. Die Grundig-Laufwerke verfügten bei allen drei Generationen über ein U-Loading-System, vergleichbar mit den Betamax-Recordern von Sony, das jedoch recht kostensparend aufgebaut war. Die Philips-Laufwerke waren bei der ersten Generationen mit einem U-förmigen Bandweg (Lösch-/Audioköpfe am Anfang und Ende des „U“ hinter der Kopftrommel) ausgestattet, verfügten aber über ein M-Load-System mit Seilzugantrieb und recht langen Transportwegen. Nach dem Einfädeln wurden die Umlenkbolzen sogar in der Endstellung durch eine aufwendige Mechanik verriegelt. Das Laufwerk war ein massives, sehr aufwendig zu produzierendes Bauteil und trotz der Komplexität relativ unanfällig. Die Genauigkeit im Bezug auf die technischen Parameter waren aber durch die Verwendung einer hochpräzisen Funktionsgruppe bestehend aus Kopftrommel, Capstan, Audio-/Löschköpfe und den jeweiligen Antriebsmotoren mit der gemeinsamen Grundplatte gegenüber Grundig besser ausgeführt. Im Fachjargon wurde diese Bauweise der Funktionsgruppe auch als „Mikrowelt“ bezeichnet.

### Verbesserungen beim Generationswechsel

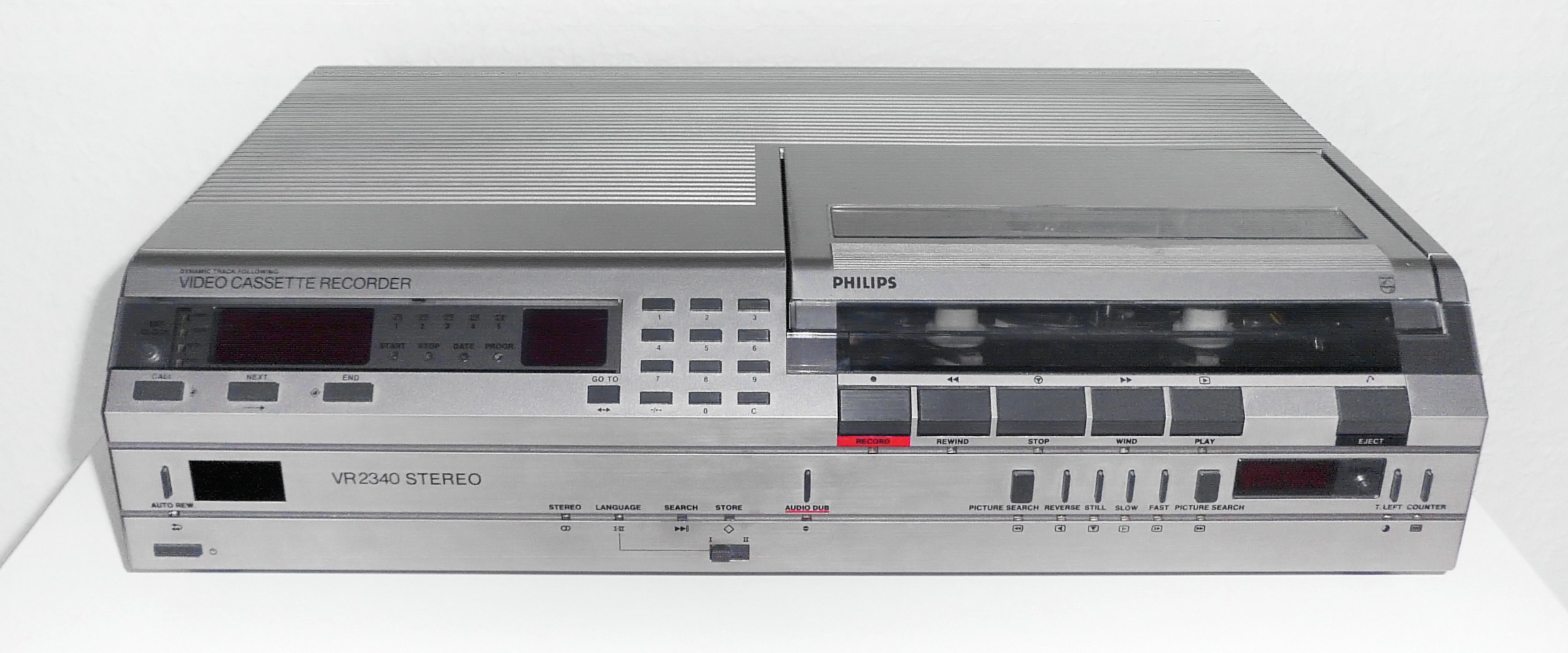
Philips VR 2340

Ab der zweiten, spätestens dritten Generation hielten jedoch alle Grundig-Laufwerke durch entsprechende Detailarbeit die technischen Parameter zur Kompatibilität ein. Im Vergleich zur VHS-Konkurrenz waren bei Video 2000 jedoch auch die Herstellungskosten ein großes Problem. Deshalb entwickelte Philips für die zweite Generation ein vollständig neues Laufwerk auf der Basis des M-Load-Verfahrens mit direkter Bandumlenkung neben der Kopftrommel und entsprechend danebenliegenden Lösch-/Audioköpfen wie bei VHS. Dieses Laufwerk war sehr kompakt gebaut, verfügte jedoch trotzdem über 5 separate Direktantriebsmotoren (Kopftrommel-, Capstan-, zwei Bandteller- und einen Fädel- und Kassettenfachmotor) mit sehr hoher Qualität und auch gegenüber VHS sehr kurzen Reaktionszeiten. Auch der Bandtransport bei Bildsuchlauf wie Vorlauf, Rücklauf, Standbild, Zeitlupe usw. waren rein elektronisch über die jeweiligen Direktantriebsmotoren ohne mechanische Bremsen und Eingriff des Fädelmotors zur Laufwerksumstellung wie bei VHS oder Beta möglich und entsprach eher den professionellen Studiolaufwerken. Auch der Bandzug wurde wie bei der ersten Generation elektronisch geregelt, aber ohne separaten optoelektronischen Bandzugfühler. Hier wurde auf die Grundig-Technik (bereits bei erster Grundig-Generation) zurückgegriffen, bei der unter Auswertung der Bandtellerdrehzahlen und der Stromaufnahme der beiden Wickelmotoren das jeweilige Drehmoment und damit der Bandzug berechnet wurde, eine Qualität, die selbst bei den teuersten VHS- und Beta-Geräten nie erreicht werden konnte.
Allerdings waren diese letzten Philips-Laufwerke wegen ihrer Kompaktheit recht aufwendig im Service, z. B. bei der Reinigung. Defekte an der Laufwerksmechanik sind bis heute jedoch äußerst selten, ausgenommen ist hier die Gummiandrucksrolle, die jedoch leicht zu wechseln ist. Das Laufwerk wurde kurzzeitig sogar zum VHS-Laufwerk umgebaut, nachdem Philips und Grundig beschlossen hatten, beide Systeme parallel auf dem Markt anzubieten. Interessant ist dies auch deshalb, weil damit, bis Stand heute, die jeweils besten VHS-Laufwerke produziert worden sind, bevor dann wegen der weiterhin hohen Fertigungskosten auf die einfachen VHS-Laufwerke umgestellt wurde. Gleiches gilt auch für die Grundig-Laufwerke, die aber wie auch schon bei Video 2000 immer an einer gewissen Anfälligkeit durch den riemengetriebenen Capstan-Antrieb litten. Die erreichte Qualität der Geräte waren deshalb nicht der ausschlaggebende Punkt im Systemkrieg zu VHS, sondern eher die hohen Kosten für die Genauigkeit des Laufwerks, des DTF und der jeweiligen Steuerelektronik.
Zudem erwies sich die Marktpolitik des VHS-Entwicklers JVC, Lizenzen zur Produktion von VHS-Geräten und Leerkassetten zu vergeben, als durchsetzungsfähiger als die späte Neueinführung eines weiteren Videosystems. Grundig und Philips selbst boten deshalb ab Herbst 1984 auch VHS-Geräte an, die wegen der bereits genannten Verwandtschaft mit den Video-2000-Laufwerken noch dazu sehr gute Geräte waren. Als unbestätigter weiterer Grund für den Niedergang des Video-2000-Systems gilt Philips’ Weigerung, pornografische Inhalte auf Video 2000 veröffentlichen zu lassen. Die Produktionseinstellung neuer Geräte erfolgte im Jahre 1986, der auf professionelle Kunden gerichtete Geschäftsbereich Grundig electronic vertrieb Neugeräte noch bis 1988.
Vor der Einstellung von Video 2000 waren bei Grundig bereits Geräte in der Entwicklung, welche ein beidseitiges Abspielen der Kassetten ohne Umdrehen ermöglichten (Modell: Video 2x4 Stereo/2400 Reverse) und die Aufzeichnung von Hi-Fi-Ton in Schrägspuraufzeichnung oder PCM-Ton boten.
Diese Geräte wurden jedoch nicht mehr auf den Markt gebracht.
Die Video-2000-Kassetten verfügten an der Rückseite über Aussparungen für die Detektion künftiger Weiterentwicklungen von Systemen mit erhöhter Linienanzahl (ähnlich S-VHS) bzw. Digital-Aufzeichnung (ähnlich D-VHS).
Ein Charakteristikum und Alleinstellungsmerkmal des Systems war, dass man die Kassetten wie die Audiokassetten wenden und so auf einem Band acht Stunden Film, mit den ab Herbst 1984 am Markt befindlichen Longplay-fähigen Geräten sogar 16 Stunden unterbringen konnte. Um auch im Longplay-Modus eine bestimmte Bandstelle leichter wiederfinden zu können, verfügten die Grundig-Modelle über eine Ziellauffunktion, die bereits von den Philips-Rekordern der ersten Stunde als Go-To bekannt war. Zusätzlich wurden im Longplay-Modus die Umspulgeschwindigkeiten für eine korrekte Spielzeitanzeige und die Bildsuchlauf-Geschwindigkeiten zwecks guter Bildqualität automatisch angepasst.

## Technischer Kurzüberblick

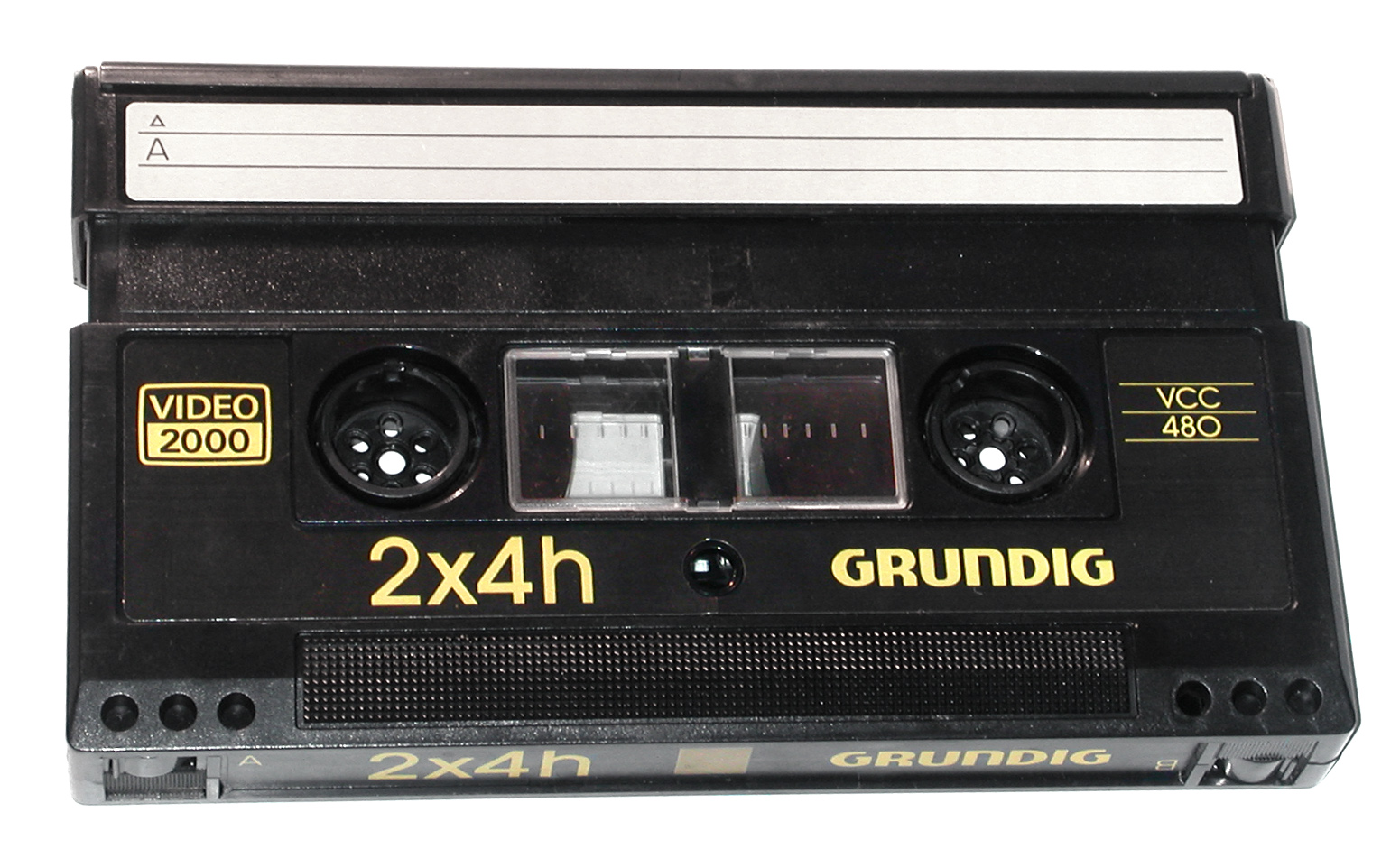
Eine Video 2000 Kassette

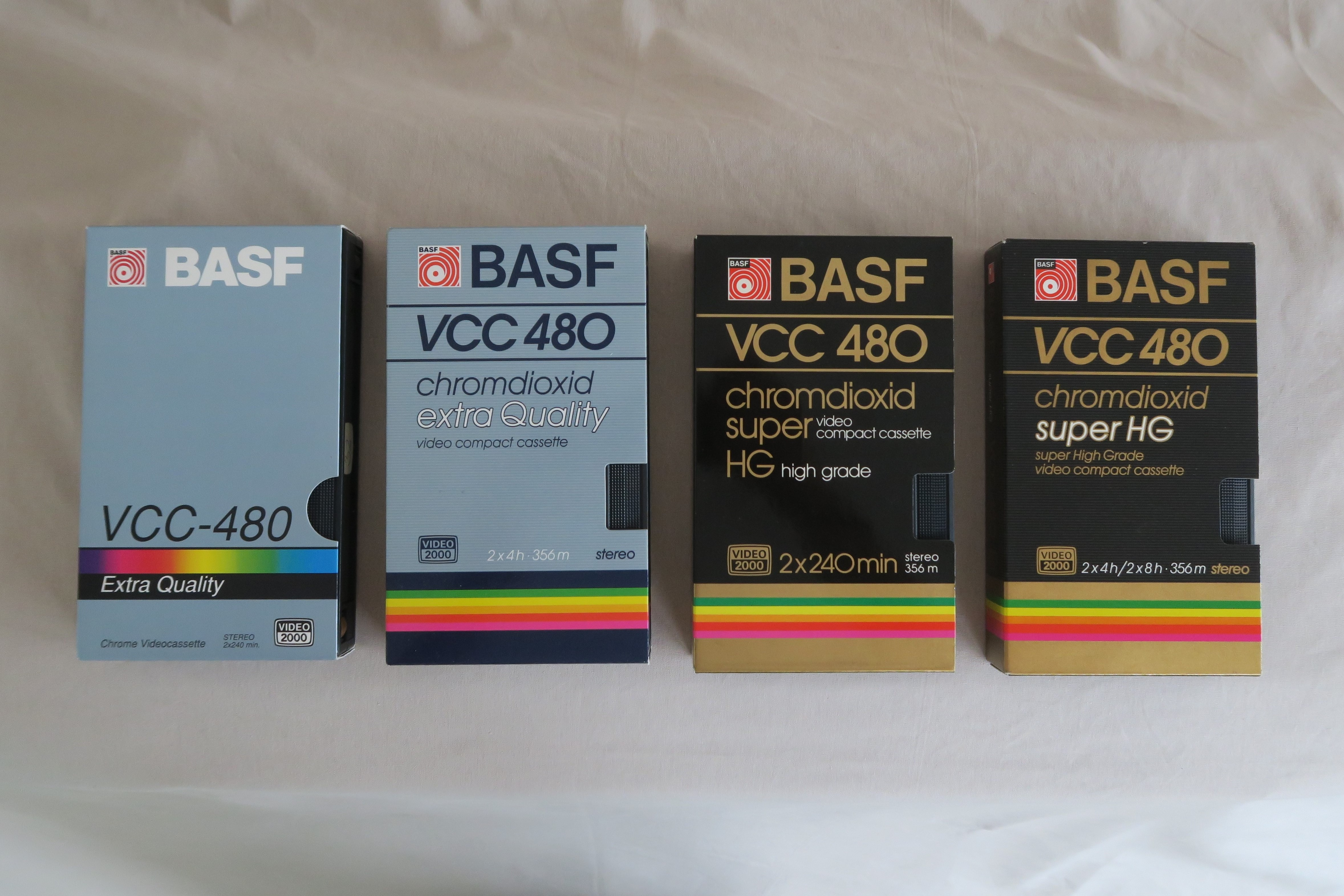
Verschiedene Video 2000 Kassetten

- Fernsehnorm: 625/50 schwarzweiß und Farbe, PAL bzw. SECAM
- Band: ½ Zoll (zwei Spuren à ¼ Zoll)
- Kopftrommel-Durchmesser: 65 mm
- Kopftrommel-Drehzahl: 1500/min
- Videospurbreite: SP = 22,5 µm / LP = 11,25 µm
- Videokopfspaltbreite: 0,28 µm
- Azimutwinkel der beiden Köpfe: ± 15°
- Spurwinkel: 2°38'51"
- Bandgeschwindigkeit: SP = 2,442 cm/s / LP = 1,221 cm/s
- Relativgeschwindigkeit: SP = 5,08 m/s / LP = 5,09 m/s
- Halbbild-Spurlänge: 102 mm
- Synchronspurbreite: wegen DTF nicht erforderlich, als sog. Cue-Spur mit 0,3 mm für spätere Anwendungen jedoch vorgesehen
- Cassettenabmessung (L × B × H) 183 × 110,5 × 25,8 mm
- Videoauflösung Luminanz (Helligkeit): 3 MHz = 240 Linien (später, z. B. Philips VR 2840: 3,1 MHz = 250 Linien)
- Videoauflösung Chroma (Farbe): ca. 0,5 MHz; herabgesetzte Farbe mit Hilfsträger bei 625 kHz
- Ton: Längsspur (Stereo) mit DNS (Dynamic Noise Suppression)
- Audiospurbreite: mono = 0,6 mm / stereo = 2 × 0,25 mm (Spurabstand: 0,15 mm)
- Hi-Fi-Stereo mit PCM-Digitalaufzeichnung über Videoköpfe (wie bei 8-mm-/Hi8-Video) wurde entwickelt, aber nicht mehr produziert
- Besonderheiten:
  - DTF-Spurnachführung (bei einfacheren Geräten sogenannte ATF-Variante, siehe unten)
  - APF-Suchlauf
  - Echtzeitzählwerk mit Bandstellenvermessung (ab Geräten der zweiten Generation bei Grundig und Philips)
  - Bildsuchlauf vor- und rückwärts störzonenfrei, sowohl bei Standbild als auch bei Zeitraffer
  - Maximal 16 Stunden Spielzeit pro Kassette im Longplay-Modus

### Übliche VCC-Bandlängen und Spielzeiten
| Band-Beschriftung | Band-länge | Spielzeit (PAL)              | Spielzeit (PAL)       |
| Band-Beschriftung | Band-länge | Normal                       | XL                    |
| ----------------- | ---------- | ---------------------------- | --------------------- |
| VCC 120           | 90 m       | 02 h (01 h pro Seite)        | 04 h (02 h pro Seite) |
| VCC 240           | 180 m      | 04 h (02 h pro Seite)        | 08 h (04 h pro Seite) |
| VCC 360           | 268 m      | 06 h (03 h pro Seite)        | 12 h (06 h pro Seite) |
| VCC 480           | 356 m      | 08 h (04 h pro Seite)        | 16 h (08 h pro Seite) |
| VCC 540           | 400 m      | 09 h (04 h 30 min pro Seite) | 18 h (09 h pro Seite) |

## Video 2000 im Krieg der Videoformate
Durch die erst relativ spät erfolgte Markteinführung des Systems hatte es Video 2000 schwer, sich gegen die Formate VHS und Betamax durchzusetzen. Wenn überhaupt, gelang dies nur in Westeuropa und lediglich auf Zeit. Obwohl das Video-2000-Format in einigen Bereichen technisch überlegen war, konnte es manche Schlüsseleigenschaften von VHS und Betamax nie erreichen. Hier eine Zusammenfassung:
- Bereits vor der Markteinführung von Video 2000 hatten VHS und Betamax große Marktanteile erringen können. Außerdem gab es zu dieser Zeit schon Videotheken mit vorbespielten VHS- und Betamax-Kassetten; dazu gehörten auch Porno-Filme, die Grundig und Philips laut Aussage von Zeitzeugen nicht veröffentlichen wollten[1]. Gerade über das Verleihgeschäft war das System VHS marktpolitisch so gestärkt worden, dass die Systeme VCR (mit seinen Ablegern Longplay und SVR), Video 2000 und auch Betamax vom Markt gedrängt wurden.
- VHS- und Betamax-Rekordern wurde größere Zuverlässigkeit nachgesagt.
- Bei den ersten Video-2000-Geräten gab es Kompatibilitätsprobleme, wenn eine Video-2000-Kassette auf einem Gerät abgespielt wurde, in dem sie selbst nicht bespielt worden war.
- Beim Programmaustausch zwischen Geräten von Grundig und Philips traten bei den allerersten Rekordern zusätzlich Probleme mit der Lippensynchronität zwischen Bild und Ton auf. Außerdem versagte oft die DTF-Spurnachführung – eine Panne, die man bis zum Produktionsende von Video 2000 nicht völlig in den Griff bekam. Obwohl in der Werbung besonders auf die Kompatibilität mit fremdbespielten Kassetten hingewiesen wurde, konnte sie nicht vollständig erreicht werden.
- VHS und Betamax glänzten Mitte der 1980er mit Hi-Fi-Stereo-Ton. Trotz des DNS-Rauschunterdrückungssystems von Video 2000 war die Tonqualität aufgrund der Längsspuraufzeichnung bei der sehr niedrigen Bandgeschwindigkeit nur mäßig. Allerdings plante Philips 1985 die Markteinführung eines Video-2000-Hi-Fi-Rekorders (Typ:VR2870) mit Schrägspuraufzeichnung für den Ton. Letzterer sollte, anders als bei VHS bzw. Betamax (Frequenzmodulation), bei Video 2000 digital (PCM) aufgezeichnet werden. Wahlweise zur Videoaufzeichnung sollte die Aufzeichnung mehrerer Spuren Digitalaudio möglich sein. Prototypen dieses Gerätes wurden sowohl auf der Hi-Fi- und Video-Messe 1984 in Düsseldorf als auch in Wien vorgestellt, auch im Katalog "Video-Recorder 84/85" in den Seiten 8 und 9 fotografiert und hier auf dessen PCM-Aufnahmetechnik ("dem perfekten Aufzeichnungs-System der Compact Disc") besonders hingewiesen. Zur Serien-Produktion dieses Video-2000-Hi-Fi-Rekorders kam es allerdings nicht mehr, da man sich in Eindhoven und Fürth, den Konzernzentralen von Philips bzw. Grundig, entschied, das System auslaufen zu lassen.
- Video 2000 erreichte wegen der konstruktionsbedingt geringeren Band-Kopf-Relativgeschwindigkeit nie ganz die Bildqualität (optimal eingestellter Geräte) der Vorgängersysteme VCR, VCR Longplay und Super Longplay SVR.
- Positiv hervorzuheben ist bei Video 2000 das patentierte Autotracking DTF (Dynamic Track Following) mittels aktuatorgesteuerter Kopfnachführung. Mit Ausnahme eines einfacheren Gerätes von Grundig, das nur über eine automatische Spurnachführung ähnlich dem Auto-Tracking bei VHS-Geräten verfügte, war DTF bei allen anderen Video-2000-Geräten Systembestandteil. Diese sensibel arbeitende Technologie sollte die Bildwiedergabe bei Vor-, Rücklauf und Standbild völlig störzonenfrei machen.
- Die Kassetten des Systems beinhalten schaltbare Aufnahmesperren in Form je eines schaltbaren Schiebers pro Kassettenseite.

## Technik
Ein Unterschied zu sämtlichen anderen Videoformaten auf dem Markt war, dass man die Kassette beidseitig bespielen konnte (weshalb es eigentlich ein ¼-Zoll-Format war).
Wirklich revolutionär an diesem Format aber war, dass es vollständig ohne Synchronspur auskam. Diese Spur wird beispielsweise bei VCR oder VHS dazu benutzt, Synchronimpulse aufzuzeichnen und damit bei der Wiedergabe den momentanen Drehwinkel des Kopfrades bezüglich des Bandvorschubs zu steuern. Video 2000 verwendete aber spezielle Signale, um die Videospuren zu definieren. Diese Technik fand 1985, in vereinfachter Form mit nicht aktuatorgesteuerten, sondern starr montierten Videoköpfen, auch in  Video 8 Verwendung und gestaltete sich bei Video 2000 als kompliziert und anfangs noch nicht ganz ausgereift. Bereits minimal beschädigte Bänder, wie sie an häufig benutzten Kassetten leicht auftreten können, führten zu Störungen in der Wiedergabe. Die Funktionssicherheit des DTF-Systems wurde maßgeblich durch die Qualität der Videobänder beeinflusst. Hochwertige High-Grade-Bänder mit höherer Koerzitivkraft zeigten bezüglich des DTF-Systems eine signifikant höhere Funktionssicherheit.
Der Video-2000-Standard sieht Videoköpfe an piezoelektrischen Elementen, sogenannten Aktuatoren, vor, so dass die Köpfe auch bei vom Normal abweichenden Bandgeschwindigkeiten die Videospuren präzise nachfahren können, wie beispielsweise beim Bildsuchlauf. Dies ergibt ein störstreifenfreies Bild. Bei VHS war ein solcher streifenfreier Bildsuchlauf selbst mit Einführung mehrerer Videoköpfe und einer technisch aufwendigen Umschaltmatrix für deren Abtastsignale nicht störungsfrei möglich. Lediglich Systementwickler JVC führte fast 20 Jahre später in wenigen Spitzengeräten eine sogenannte „Dynamic Drum“ ein, d. h. eine Kopftrommel mit motorisch verstellbarem Neigungswinkel, die bei der Wiedergabe von Sonderfunktionen eine mit Video 2000 vergleichbare Störfreiheit erreichen kann. Allerdings benötigt diese Technik eine gewisse Zeit, um sich bei jeder einstellbaren Geschwindigkeit dem eingelegten Band erstmals adaptieren zu können; erst dann erfolgt die Genauigkeit wie bei Video 2000.
Das Kopfrad hatte bei Video 2000 in etwa den Durchmesser eines VHS-Kopfrades (Video 2000: 65 mm, VHS: 62 mm) und gestaltete sich damit deutlich kleiner als das der vorangegangenen VCR-Systeme, deren Durchmesser 105 mm betragen hatte. Video 2000 benötigte eine Übertragung der Piezo-Steuerspannung von bis zu ±150 Volt auf das rotierende Kopfrad mittels Schleifringen. Diese waren aus verschiedenen Gründen auch eine potentielle Fehlerquelle, die aber nach einer Reinigung der Schleifringe schnell wieder zu reparieren war; mit Ausnahme der ersten Generation bei Philips-Laufwerken, da hier zur Reinigung die Kopftrommel ausgebaut werden musste.
Die Kassetten waren mit drei nebeneinander auf jeder Seite angeordneten, wahlweise ausgestanzten Löchern codiert. Diese Löcher wurden von den Rekordern über Kontakte abgeprüft, wodurch der Rekorder die Kassettenlänge (120, 180, 240, 360, 480 oder 540 Minuten) und das Bandmaterial sofort nach dem Einlegen erkennen konnte. Hierdurch wurde ab der zweiten Gerätegeneration mittels der Auswertung der Tachoimpulse der beiden Bandteller die Anzeige eines minutengenauen Bandzählerstands möglich, wie es ihn bei VHS erst Jahre später und bei Betamax niemals gab. Die Bandendabschaltung erfolgte bei der Video-2000-Kassette mit Hilfe von aufgedampften Reflexionsfolien an beiden Bandenden.

### Bildqualität
Bei einer Videoauflösung (Luminanz) von 3 MHz, d. h. etwa 240 Linien bei 625 Zeilen (sichtbar 576 Zeilen) und der Farbauflösung von 500 kHz ist Video 2000 etwa mit der ersten Generation der VHS-Geräte vergleichbar, jedoch bei verringertem Farbrauschen, schärferem Bild, aber etwas höherem Kantenrauschen.
Durch weitere Verbesserung, insbesondere auch der Qualität des Bandmaterials (die späteren Video-2000-Geräte konnte die sog. High-Grade-Kassetten auf Grund der Lochkodierung erkennen), wurde die Videoauflösung bei den Top-Geräten (z. B. Philips VR 2350, VR 2840, Grundig 2280) auf 3,1 MHz angehoben, was in etwa 250 Linien entspricht.
Eine weitere Verbesserung im Bezug auf Kantenschärfe und Farbrauschen wurde bei den letzten Geräten der XL-Play- (nur Philips VR 2840) und 2x8-Serie (Grundig 2280/2280a) durch Verringerung der Videospurbreite auf 16 µm erreicht, sodass sich praktisch wieder ein Spurbild mit dem sog. Rasen (6,5 µm) zwischen den einzelnen Videospuren ergibt (bei gleichzeitig voller Abwärtskompatibilität), der neben dem Azimutwinkel der Videoköpfe zusätzlich das Übersprechen zwischen den Spuren reduziert. Gleichzeitig konnte mit den gleichen Videoköpfen auch der Longplay-Betrieb abgedeckt werden. Hier ergab sich durch die Überlappung der 16 µm breiten Spuren um 2,25 µm dann die effektive Videospur von 11,25 µm. VHS verwendet für Longplay zwei separate Videoköpfe mit entsprechend verkleinerten Videospuren und hatte deshalb in dieser Betriebsart eine bessere Bildqualität als Video 2000; erst später im SLP-Modus (z. B. JVC) wurde bei nochmals reduzierter Bandgeschwindigkeit mit der gleichen Technik gearbeitet.
Da das Format ab 1985 nicht mehr weiterentwickelt wurde, waren insbesondere die zur gleichen Zeit weiterentwickelten VHS-HQ-Geräte nun von der Bildqualität her besser als Video 2000. Hier wurde auch die Videoauflösung auf 3,1 MHz (250 Linien) angehoben und eine Reihe weiterer Verbesserungen durch andere Filter des HQ-Schaltkreises realisiert. Interessanterweise wurde damit auch die Möglichkeit eines Kopierschutzes von VHS-Kaufkassetten erreicht, welcher wiederum von allen GRUNDIG VIDEO2000- sowie den VHS-Geräten der 200er, 300er und 400er Serien ignoriert wurde.
Die Bildqualität des Betamax-System wurde jedoch nicht ganz erreicht, da diese insbesondere durch die größere Videokopftrommel (74,5 mm) und die höhere Relativgeschwindigkeit (5,83 m/s) der Videoköpfe erreicht wurde (Videoauflösung 3,2 MHz = 260 Linien). Auch die Farbauflösung und das Farbrauschen war bei Betamax gegenüber Video 2000 und VHS geringfügig besser, die Lineartonwiedergabe wegen der geringen Bandgeschwindigkeit jedoch schlechter.
Weitere Verbesserungen des Video-2000-Standards, beispielsweise durch die bereits entwickelte Hi-Fi-Tonaufzeichnung via PCM-Ton über die Videoköpfe, wurden nicht mehr auf den Markt gebracht, ebenso wie die Möglichkeit einer weiteren Steigerung der Videoauflösung wie beim späteren S-VHS (5 MHz = 400 Linien) oder ED-Beta (6,25 MHz = 500 Linien).

## Das Spurnachführungssystem DTF (Dynamic Track Following)
Das dynamische Spurnachführungssystem ermöglicht es, dass die Videoköpfe die Spuren auf dem Band genau nachfahren können. Dies verhindert Störzonen, wie sie bei anderen Systemen beispielsweise beim schnellen Vorlauf entstehen.
Beim dynamischen Spurnachführungssystem werden die Videoköpfe auf Piezoplättchen befestigt. Durch Anlegen einer Spannung von bis zu ± 150 Volt wird eine Verformung der Plättchen erreicht, welche die Position der Köpfe verschiebt.
Bei der Aufnahme werden die notwendigen Tracksensingfrequenzen mit der FM auf das Band aufgesprochen. Bereits während der Aufnahme wird ein Teil dieser Frequenz ausgelesen – Nachbarspur – und zur Regelung verwendet. Die dafür benötigte Regelspannung wird in der Regel über einen Microcontroller durch die Auswertung dazu aufgezeichneter „Tracksensingfrequenzen“ gewonnen. Dadurch ist es möglich, genau die Mitte der Schrägspur zu verfolgen. Die dabei gewonnenen Signale werden auch für weitere Regelsysteme verwendet.